# SG Stadtwerke München

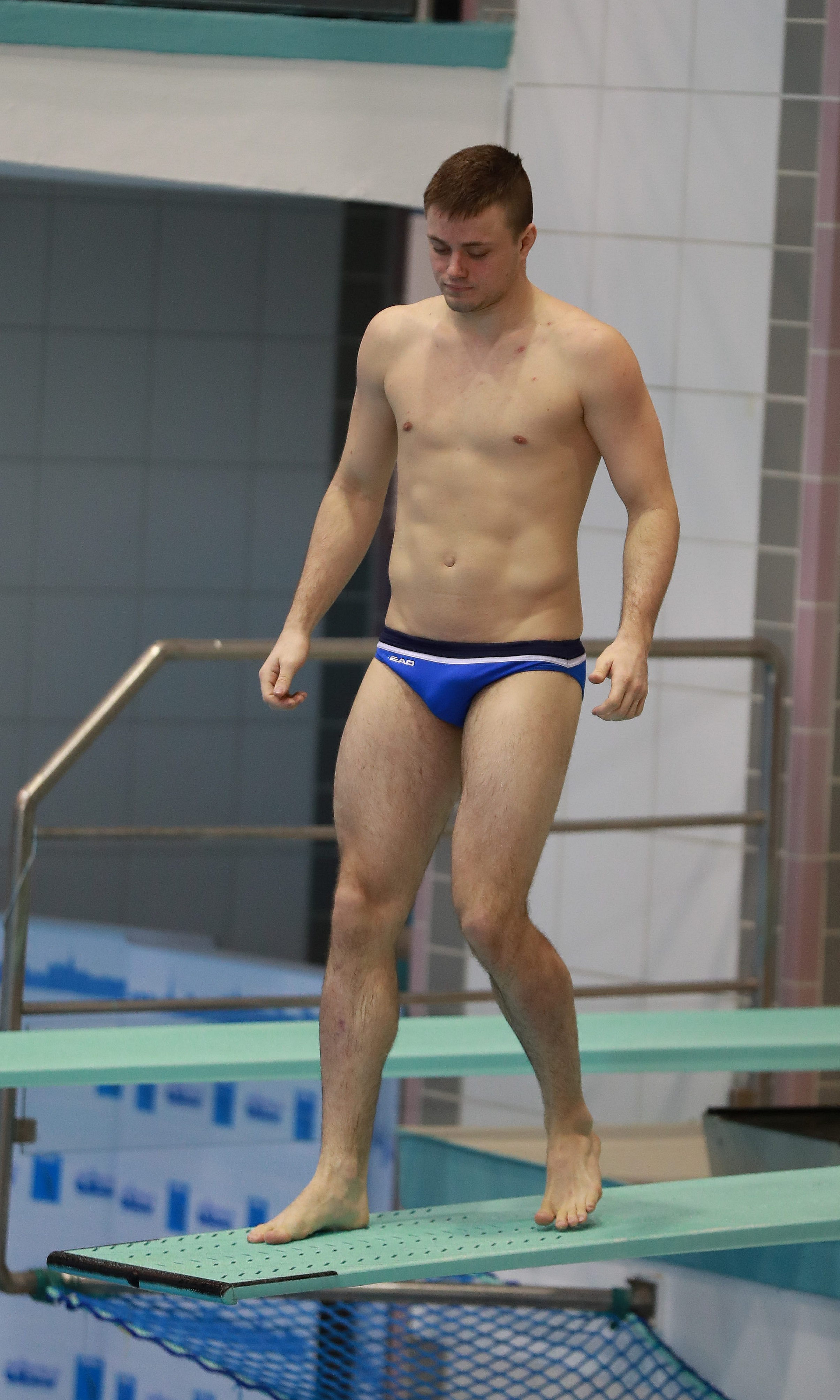
Wasserspringer Dennis Nothaft von SG Stadtwerke München vor einem Sprung

Die SG Stadtwerke München ist ein Zusammenschluss mehrerer Münchner Schwimmvereine zu einer Trainings- und Startgemeinschaft.
Mit Wirkung vom 1. September 2007 haben sich mehrere Münchner Schwimmvereine zu einer Trainings- und Startgemeinschaft zusammengeschlossen. Die Vereine Damen-Schwimm-Verein München, Männer-Schwimm-Verein München, Freier Wassersportverein München und Schwimmverein München 1899 und der Erste Münchner Schwimmclub (ausgeschieden zum 31. Dezember 2011) gehören nun der neugegründeten Schwimmstartgemeinschaft SG Stadtwerke München an. Später kam auch noch der VfvS (Verein für volkstümliches Schwimmen) als außerordentliches Mitglied hinzu.
Ziele der SG Stadtwerke München sind die Förderung des Leistungssports in den Sparten Schwimmen, Wasserball, Wasserspringen und Synchronschwimmen sowie die Teilnahme an nationalen und internationalen Wettkämpfen.
Hauptförderer des Vereins sind die Stadtwerke München.
Die Damen- und Herrenmannschaft der SG Stadtwerke München schafften den Aufstieg in die erste Bundesliga ab der Saison 2013.
Alexandra Wenk ist derzeit die erfolgreichste Schwimmerin und hat an den Olympischen Spielen 2012 teilgenommen.
2014 gewann die Herrenmannschaft in der ersten Bundesliga die deutschen Mannschaftsmeisterschaften im Schwimmen.
Die dem SV München 99 entstammende Männer-Wasserballmannschaft stieg 2023 erstmals in der Vereinsgeschichte in die Bundesliga auf. Die Heimspiele finden jeweils in der Olympia-Schwimmhalle statt. 

## Mitgliedsvereine
- Damen-Schwimm-Verein München (Isarnixen)
- Männer-Schwimm-Verein München
- Freier Wassersportverein München
- Schwimmverein München 1899
- Verein für volkstümliches Schwimmen